# Talibani
Talibani (paštunsko طالبان, ṭālebān – »učenci«; ed. ṭāleb) so sunitsko islamsko fundamentalistično politično gibanje in vojaška organizacija v Afganistanu, ki se bojuje v afganistanski vojni (uporniška skupina ali džihad). Od leta 2016 je njihov vodja Hajbatula Ahundzada. Število talibanskih borcev je bilo leta 2021 ocenjeno na 200.000.
V letih od 1996 do 2001 so talibani obvladovali okoli tri četrtine Afganistana in izvajali strogo šeriatsko pravo. Nastali so leta 1994 kot ena od vidnejših frakcij v afganistanski državljanski vojni (1992–1996) večinoma iz učencev (talib) s paštunskih območij vzhodnega in južnega Afganistana, ki so se izobraževali v tradicionalnih islamskih šolah in borili v sovjetsko-afganistanski vojni. Pod vodstvom Mohameda Omarja se je gibanje razširilo po večini Afganistana in začelo jemati moč mudžahidskim vojnim poglavarjem. Leta 1996 so ustanovili totalitarni Islamski emirat Afganistan, prestolnico pa preselili v Kandahar. Na njenem vrhuncu so talibansko vlado diplomatsko priznavale tri države: Pakistan, Saudova Arabija in Združeni arabski emirati. Emirat je nadziral večino države, dokler ga ni decembra 2001 zrušila invazija na Afganistan pod vodstvom ZDA. Skupina se je nato preoblikovala v uporniško gibanje proti predsedovanju Hamida Karzaija z ameriško podporo in proti NATO-vi Mednarodni varnostni podporni sili (ISAF) v afganistanski vojni.
Talibane je mednarodna skupnost obsojala zaradi grobega izvajanja svoje razlage šeriatskega prava, posledica katerega je bilo surovo ravnanje s številnimi Afganistanci, predvsem z ženskami. Med svojo vladavino od 1996 do 2001 so talibani z zavezniki izvrševali poboje civilnega prebivalstva, 160.000 stradajočim prebivalcem zavrnili preskrbo s hrano od Združenih narodov in izvajali politiko požiganja zemlje, zaradi katere so požgali velika območja plodne zemlje in uničili desettisoče domov. Ženskam so prepovedali hoditi v šolo, opravljati poklice razen zdravstvenih (moški zdravniki niso smeli videti žensk), zapuščati bivališče brez spremstva moškega sorodnika in brez burke. Ženske, ki so pravila kršile, so kaznovali z javnim bičanjem ali usmrtitvijo. Prepovedane so bile slike, fotografije in film, če so prikazovali ljudi ali druga živa bitja, ter glasba z glasbili. Narodnostne in verske manjšine so bile diskriminirane. Po navedbah Organizacije združenih narodov so bili talibani in njihovi zavezniki odgovorni za 76 % smrti afganistanskih civilistov leta 2010, 80 % leta 2011 in 80 % leta 2012. Prav tako so talibani izvajali kulturni genocid z uničevanjem mnoge kulturne dediščine, na primer svetovno znanih Bud iz Bamijana.
Ideologija talibanov se je opisovala kot mešanica »inovativne« oblike šeriatskega prava, temelječega na deobandskem fundamentalizmu, ter militantnega islamizma in salafističnega džihadizma Osame bin Ladna s paštunskimi družbenimi in kulturnimi normami, znanimi kot paštunvali, saj je večina talibanov pripadnikov paštunskih plemen.
Mednarodna skupnost in afganistanska vlada za podpiranje talibanov pri njihovem nastanku, vladavini in uporništvu obtožujeta pakistansko obveščevalno službo Inter-Services Intelligence in oborožene sile. Pakistan na obtožbe odgovarja, da je talibanom v celoti odrekel podporo po terorističnih napadih 11. septembra 2001. Leta 2001 naj bi se za talibane borilo 2500 Arabcev pod vodstvom Osame bin Ladna.